# Гендрі Бланк
Гендрі Арон Бланк (нім. Hendry Aron Blank, нар. 21 серпня 2004) — німецький футболіст ганського походження, захисник «Ред Булла» (Зальцбург). На умовах оренди грає за клуб «Ганновер 96».

## Клубна кар'єра
Вихованець «Баєра 04» (Леверкузен), з якого влітку 2019 року перейшов до молодіжної команди «Боруссії» (Дортмунд). У сезоні 2022/23 він провів чотири ігри за свій новий клуб у юніорській Бундеслізі B, а також чотири ігри за команду U19. Зі своїм клубом захисник став чемпіоном серед молодіжних команд навесні 2022 року, перемігши у фіналі «Герту» з рахунком 2:1, хоча в останньому раунді він лише коротко з'явився в переможному півфіналі проти «Шальке 04». У сезоні 2023/24 Бланк дійшов до чвертьфіналу Юнацької ліги УЄФА з командою до 19 років, паралельно граючи за резервну команду у Третій лізі.
У червні 2023 року футболіст підписав із клубом новий дворічний контракт. Дебютний матч за основну команду клубу футболіст зіграв 20 січня 2024 року в матчі Бундесліги проти «Кельна» (4:0), вийшовши на заміну Нікласу Зюле, який отримав травму. Однак це був його єдиний виступ за першу команду дортмундців.
У лютому 2024 року Бланк за 7 мільйонів євро перейшов до клубу австрійської Бундесліги «Ред Булл» (Зальцбург), з яким підписав контракт до 2028 року.

## Виступи за збірну
2023 року Бланк провів три гри за юнацьку збірну Німеччини до 20 років.